# Breath of Life (Magnum)
Breath of Life è il dodicesimo album del gruppo AOR/hard rock britannico Magnum. Il disco è uscito nel 2002 per l'etichetta discografica SPV GmbH.

## Tracce
1. Cry – 5:14
2. This Heart – 4:03
3. Everyday – 6:34
4. Still (Tony Clarkin and Sue McCloskey) – 4:02
5. Dream About You (Tony Clarkin and Sue McCloskey) – 4:15
6. Breath Of Life – 4:48
7. After The Rain – 4:03
8. That Holy Touch – 5:11
9. Let Somebody In – 4:19
10. The Face Of An Enemy – 3:47
11. Just Like January – 4:29
12. Night After Night – 7:55

## Formazione
- Mark Stanway - tastiere
- Tony Clarkin - chitarra
- Bob Catley - voce
- Al Barrow - basso
- Mickey Barker - batteria